# David Chesky
David Chesky, né le 29 octobre 1956 à Miami, est un pianiste américain, compositeur, producteur, arrangeur et cofondateur du label indépendant et audiophile Chesky Records. Il est également cofondateur et PDG de HDtracks, un magasin de musique en ligne qui vend de la musique numérique haute résolution.

## Biographie
Chesky est considéré comme un innovateur technologique et musical aux intérêts éclectiques. Il remporte les Independent Music Awards et reçoit des nominations aux Grammy Awards. Il écrit des airs de jazz, de la musique orchestrale et de chambre, de l'opéra, du ballet et une symphonie rap.
Sur l'insistance de sa mère, Chesky commence les cours de piano à l'âge de cinq ans,. Dans son adolescence, il s'intéresse moins à la musique rock and roll, avec sa structure couplet-refrain, qu'au classique et au jazz ; il aime Oscar Peterson, le Buddy Rich Big Band, George Gershwin et la musique latine qu'il a entendue en grandissant à Miami. En 1974, à l'âge de 17 ans, il s'installe à New York pour poursuivre une carrière de musicien. Il étudie en privé avec le compositeur classique David Del Tredici et le pianiste de jazz John Lewis.
En 1978, il forme un groupe de jazz fusion appelé le David Chesky Big Band, qui comprend Michael Brecker, Randy Brecker et Bob James, et a sorti l'album Rush Hour. Au cours des dix années suivantes, Chesky a vécu en écrivant de la musique pour des films télévisés et des publicités, continuant à apprendre des compositeurs plus âgés. Un autre album de jazz fusion, Club de Sol, paraît en 1989, son premier album sur son propre label Chesky. Ses deux albums suivants, The New York Chorinhos (1990) et The Tangos and Dances (1992), sont des collaborations avec le guitariste brésilien Romero Lubambo dans lesquelles il a pris des formes traditionnelles brésiliennes et les a combinées avec des éléments de jazz et de musique classique.

## Chesky Records et HDtracks
En 1997, il crée la division Chesky Records Kids pour encourager les enfants à écouter de la musique classique. Le premier album était Classical Cats: A Children's Introduction to the Orchestra (1997), suivi de Snowbears of Lake Louise (1998). Parmi les autres œuvres pour enfants, citons le ballet The Zephyrtine (2013) et l'opéra The Mice War. Il a écrit deux opéras comiques pour adultes : Le cochon, le fermier et l'artiste, et Juliet & Romeo.
En 1986, Chesky rend visite au pianiste classique Earl Wild, ami d'un oncle, pour en savoir plus sur l'écriture de musique. Wild lui donne un album de Rachmaninov qui avait été enregistré pour Reader's Digest. Peu impressionné par la qualité de l'enregistrement, il demande à Wild s'il pouvait entendre la bande originale originale. Après avoir entendu un meilleur son sur le master, Chesky s'intéresse à la réédition des enregistrements. Avec son frère Norman, il fonde Chesky Records en 1986,. Peu de temps après, le label commence à produire ses propres albums, à commencer par Live from Studio A à New York en 1988 avec le violoniste de jazz Johnny Frigo et les guitaristes de jazz père et fils Bucky Pizzarelli et John Pizzarelli.
Les albums de Chesky sont enregistrés en direct, parfois dans des églises, souvent avec un équipement sur mesure, et ne subissent pas de polissage, d'overdubbing et de mixage post-enregistrement. Cet arrangement reflète le désir de David Chesky de faire des albums qui se rapprochent de la performance originale. En 2012, il commence à utiliser une technique appelée enregistrement binaural, ou ce qu'il a appelé binaural-plus, dans le but de capturer l'espace d'un son live en trois dimensions.
David Chesky et Norman Chesky sont entrés dans le secteur du téléchargement de musique en 2008 lorsqu'ils ont ouvert HDtracks, un magasin de musique en ligne qui vend de la musique haute définition (HD), c'est-à-dire haute résolution. Les Chesky pensent que les pistes à plus haute résolution sonnent mieux que les fichiers mp3 typiques, qui sont compressés lors du transfert à partir de la source CD. HDtracks vendait des fichiers musicaux de qualité CD (44,1 kHz, 16 bits) avant d'ajouter de la musique avec des fréquences d'échantillonnage plus élevées (88/24, 96/24, 176/24, 192/24) et d'autres formats (AIFF, ALAC, FLAC, WAV).
En 2016, Chesky Records produit le premier disque de jazz de Macy Gray intitulé Stripped.

## Prix et distinctions
- Nominations aux Grammy Awards 2005 du meilleur enregistrement classique d'ingénierie :
  - Concertos pour violon et orchestre
  - Concertos pour flûte et orchestre
  - La fille du Guatemala

Chesky remporte deux Independent Music Awards, tous deux pour le meilleur album classique contemporain : String Theory (2011) et Rap Symphony (2014). Il est nommé pour deux Grammy Awards, meilleur album d'ingénierie, classique pour Area 31 (2005) ; meilleure composition contemporaine classique pour concerto pour basson et orchestre sur l'album Urban Concertos (2007) et un Latin Grammy Award pour le meilleur album de jazz latin, The Body Acoustic (2004).
Il remporte le prix du compositeur de l'Orchestre symphonique de Lancaster (2013) et est compositeur en résidence pour l'Orchestre symphonique national de Taïwan.

## Discographie
- The Venetian Concertos (Chesky, 2016)
- Primal Scream (Chesky, 2015)
- Rap Symphony (Chesky, 2014)
- Jazz in the New Harmonic (Chesky, 2013)
- The Zephyrtine: A Ballet Story (Chesky, 2013)
- The New York Rags (Chesky, 2012)
- String Theory (Chesky, 2011)
- Urbanicity (Chesky, 2010)
- Urban Concertos (Chesky, 2007)
- Area 31 (Chesky, 2005)
- The Body Acoustic (Chesky, 2004)
- The Agnostic (Chesky, 2000)
- Psalms 4, 5, and 6: Remembrance for the Victims of the Modern Holocausts (Chesky, 2000)
- Three Psalms for String Orchestra (Chesky, 1997)
- The Fantasies (Chesky, 1995)
- The Tangos and Dances (Chesky, 1992)
- The New York Chorinhos (Chesky, 1990)
- Club del Sol (Chesky, 1989)
- Rush Hour (Chesky, 1980)